# Rodogune
Rodogune est une tragédie en cinq actes et en vers de Pierre Corneille présentée pour la première fois en 1644 ou 1645 et publiée en 1647. Elle connaît un grand succès et Corneille lui-même aurait considéré qu'il s'agissait d'une de ses meilleures pièces. Le sujet de la pièce, qui se déroule à Séleucie, est emprunté à Appien comme il l'écrit lui-même dans l'avertissement de la première édition de la pièce. Dans la pièce de Corneille, le personnage de Cléopâtre est inspiré de Cléopâtre Théa, princesse lagide et reine de Syrie.

## Création
La date précise de la création est inconnue, mais elle s'inscrit dans la saison théâtrale 1644-1645. Au même moment était jouée une pièce concurrente, Rhodogune, du dramaturge Gabriel Gilbert, qualifiée de tragi-comédie, probablement jouée par les comédiens de l'Hôtel de Bourgogne pour concurrencer celle de Corneille, laquelle fut certainement créée au Théâtre du Marais par la troupe de Floridor. La pièce de Gilbert suit la tragédie de Corneille pendant les quatre premiers actes mais s'en démarque au cinquième acte par un dénouement non sanglant, d'où son titre de tragi-comédie.

## Argument

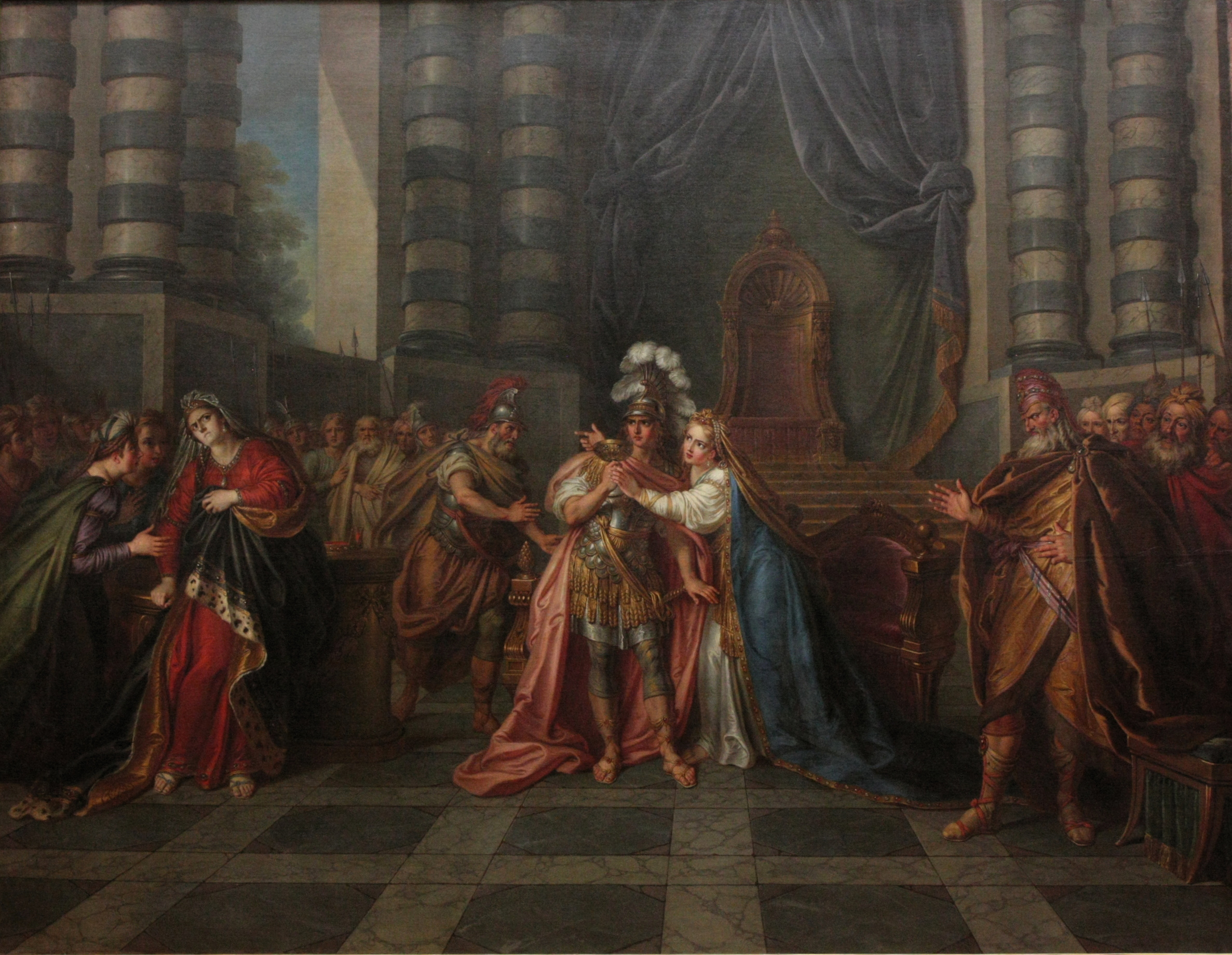
Charles Antoine Coypel. Rodogune et Cléopâtre. 1749

Cléopâtre, ambitieuse reine de Syrie, épouse de Nicanor et mère d'Antiochus et de Séleucus, est maladivement jalouse de la jeune princesse Rodogune, sœur du roi des Parthes. Sa jalousie pousse Cléopâtre à tuer Nicanor et à promettre sa couronne à celui de ses fils qui tuera Rodogune. Elle ignore cependant qu'Antiochus et Séleucus sont amoureux de la princesse. Cléopâtre finira par se donner la mort après avoir tué Séleucus et tenté d'empoisonner Antiochus et Rodogune.
Cette pièce importante traite des passions autour de la couronne : en effet les jeunes princes, revenus d'Égypte où ils étaient depuis leur enfance pour y être éduqués, sont confrontés à la cruauté de leur mère qui, trop ambitieuse, ne veut laisser régner aucun de ses fils.
Dans son avertissement de Rodogune intitulé « Appian Alexandrin », Corneille écrit : « On s'étonnera peut-être de ce que j'ai donné à cette tragédie le nom de Rodogune, plutôt que celui de Cléopâtre sur qui tombe toute l'action tragique ; [...] je confesse ingénument que ce poème devait plutôt porter le nom de Cléopâtre, que de Rodogune ; mais ce qui m'a fait en user ainsi a été la peur que j'ai eue qu'à ce nom le peuple ne se laissât préoccuper des idées de cette fameuse et dernière reine d'Égypte, et ne confondît cette reine de Syrie avec elle ». En outre, la célèbre Cléopâtre VII d'Égypte avait été un personnage de sa pièce précédente, La Mort de Pompée.

## Personnages
- Cléopâtre, reine de Syrie, veuve de Démétrius Nicanor (appelé ainsi dans la pièce, en fait Démétrios II Nicator)
- Séleucus, fils de Démétrius et de Cléopâtre
- Antiochus, fils de Démétrius et de Cléopâtre
- Rodogune, sœur de Phraates, roi des Parthes
- Timagène, gouverneur des deux princes
- Oronte, ambassadeur de Phraates
- Laonice, sœur de Timagène, confidente de Cléopâtre

## Résumé par acte

### Acte I
- Scène 1 (Laonice, Timagène) : Le jour est grand. Laonice annonce que Cléopâtre doit désigner lequel de ses deux fils deviendra l'héritier de son trône, et en même temps l'époux de Rodogune. La scène présente l'histoire de Cléopâtre au public : la perte supposée de son mari Démétrios Nicanor, le mariage avec son frère. Le récit est interrompu par l'arrivée d'Antiochus (il est repris à la quatrième scène).
- Scène 2 (Antiochus, Laonice, Timagène) : Antiochus entre en scène. Il confie à Timagène et Laonice qu'il est épris de Rodogune, et que pour l'avoir il est prêt à laisser le trône à son frère. Il demande à Timagène d'aller quérir son frère.
- Scène 3 (Séleucus, Antiochus, Timagène, Laonice) : Séleucus est arrivé de lui-même, il vient voir Antiochus pour lui dire de prendre la couronne, et de lui laisser Rodogune. Les deux frères désirent exactement la même chose et découvrent que tous les deux, ils aiment Rodogune. Ils prennent alors une décision : celui qui sera roi l'aura. De plus, ils se promettent de ne pas succomber à la jalousie et à la haine, si c'est l'autre que Cléopâtre désigne.  Ils quittent la scène pour se prêter serment.
- Scène 4 (Laonice, Timagène) : Laonice et Timagène, restés seuls, saluent le courage et la noblesse d'âme des jumeaux. Par ailleurs, ils peuvent désormais achever de raconter l'histoire de Cléopâtre : Ils expliquent comment Antiochus (le second époux de Cléopâtre, son frère, qui porte le même nom que son fils) est mort des mains des Parthes et comment l'on a découvert que Nicanor était encore en vie. Pour se venger de Cléopâtre (celle-ci a pris un nouvel époux alors qu'il était encore en vie), il veut prendre femme en la personne de Rodogune, une princesse parthe. Cléopâtre, furieuse, veut empêcher ce mariage. Elle défait les Parthes, tue Nicanor et fait Rodogune prisonnière. Toutefois, le Parthe veut se venger et assiège Cléopâtre. Celle-ci ne bénéficie plus que d'une arme : son otage, Rodogune. Elle lui permet de négocier : Rodogune devra épouser l'un de ses fils, son héritier et sera ainsi associée au trône. C'est la condition au prix de laquelle le Parthe a mis fin au siège, et est reparti, laissant Rodogune avec son ambassadeur et peu de gens.

- Scène 5 (Rodogune, Laonice) : Rodogune apparaît pour la première fois sur scène. Elle confie à Laonice, son unique soutien, ses craintes vis-à-vis de Cléopâtre, dont elle sait qu'elle la déteste. « Elle a lieu de me craindre, et je crains cette crainte »[7], dit-elle. Laonice tente de la rassurer, convaincue que Cléopâtre est capable de changer. En outre, Rodogune, sans le nommer, avoue aimer l'un des deux princes, dont l'identité est révélée par la suite.

### Acte II
- Scène 1 (Cléopâtre) : Cléopâtre apparaît pour la première fois. Dans un monologue, elle expose ses véritables plans : elle projette une vengeance sanglante, en dépit du pacte qu'elle a passé.
- Scène 2 (Cléopâtre, Laonice) : La reine confie son intention à sa confidente, dont elle ne sait pas qu'elle soutient Rodogune.
- Scène 3 (Cléopâtre, Antiochus, Séleucus, Laonice) : Dans un long discours, Cléopâtre, qui domine véritablement toute la scène, annonce qu'elle compte céder à ses fils le trône de Syrie après avoir rappelé, non sans une certaine hypocrisie, tous les sacrifices auxquels elle a dû se résoudre pour le leur conserver. Séleucus et Antiochus lui disent de ne pas presser sa retraite ; de toute façon, ils auront le pouvoir en temps voulu. Cléopâtre interprète ce refus comme lié au dégoût que leur inspire le trône, un trône qui les unirait à Rodogune, son ennemie. Alors, confiante, elle leur annonce son projet funeste : celui qui acceptera de tuer Rodogune deviendra roi. Les jumeaux sont stupéfaits, ce qui la blesse, mais elle persiste : « Point d'aîné, point de roi qu'en m'apportant sa tête »[8].
- Scène 4 (Séleucus, Antiochus) : S'ils sont tous deux sous le choc, les jumeaux ont cependant des réactions différentes face à la tragique révélation de leur mère. Séleucus est simplement saisi de haine, d'une stupéfaction horrifiée quand Antiochus se montre plus réservé et garde espoir. Malgré tout, ils savent que rester unis est le seul moyen de venir à bout de cette situation.

### Acte III
- Scène 1 (Rodogune, Oronte, Laonice) : Rodogune apprend par Laonice, qui lui est restée fidèle, les desseins de Cléopâtre a son égard. Laonice confie à Oronte (l'ambassadeur de Phraates à Séleucie) le soin de s'occuper de Rodogune, ne pouvant elle-même l'aider sans courir de grands dangers. Elle lui conseille de prendre la fuite dès que possible, afin d'échapper au courroux de la reine.
- Scène 2 (Oronte, Rodogune) : Oronte fait comprendre à Rodogune que la fuite n'est pas une option. En attendant de rassembler les Parthes contre Cléopâtre, il conseille à Rodogune de séduire les princes pour les monter contre leur mère.
- Scène 3 (Rodogune) : Monologue de Rodogune où elle s'adresse d'abord au défunt Demetrios Nicanor, puis à l'un des deux princes, celui qu'elle aime et dont on ne connaît pas le nom. Elle semble partagée, ne sachant réellement que faire et comment se comporter.
- Scène 4 (Antiochus, Séleucus, Rodogune) : Les princes viennent demander à Rodogune de choisir lequel des deux elle veut pour époux et le faire roi. Mais Rodogune refuse, elle ne le peut pas. Même, au nom de l'incompatibilité entre son parti et celui de la reine, elle leur demande de faire un choix : entre suivre le sang de leur mère ou suivre celui de leur père. En d'autres termes : soit venger Cléopâtre et tuer Rodogune, soit venger Démétrios et tuer Cléopâtre. Rodogune promet de se donner à celui qui tuera Cléopâtre. La machine tragique, depuis longtemps pressentie, est définitivement enclenchée : les deux jumeaux se trouvent au milieu d'un dilemme insoluble.
- Scène 5 (Antiochus, Séleucus) ; Que faire ? Séleucus souhaite abandonner cette situation qu'il déplore, il ne peut se résigner ni à l'amour ni au trône aux prix qu'ils coûtent. Antiochus, lui, a encore l'espoir de pouvoir régler la situation et pense pouvoir faire fléchir les deux femmes, malgré les doutes de Séleucus.
- Scène 6 (Antiochus) : Court monologue d'Antiochus, dans lequel il déplore la position de son frère.

### Acte IV
- Scène 1 (Rodogune, Antiochus) : Rodogune, qui a écouté Antiochus, poursuit son effort pour inciter le jeune homme à tuer sa mère. Mais Antiochus ne le pourra jamais. Alors, Rodogune lui avoue pour lui un amour partagé. Pour le bonheur des deux, Antiochus a l'intention de laisser son frère régner.
- Scène 2 (Antiochus) : Court monologue d'Antiochus. Heureux d'être l'élu du cœur de Rodogune, il espère encore pouvoir parler avec Cléopâtre et être de nouveau couronné de succès.
- Scène 3 (Antiochus, Cléopâtre, Laonice) : Antiochus avoue à Cléopâtre que lui-même et son frère sont épris de Rodogune. Choc de Cléopâtre qui est prise d'une rage terrible dans un premier temps. Puis soudainement elle se ravise et se déclare vaincue : Antiochus peut prendre le trône et Rodogune. Cela dit, ce soudain revirement, même si Antiochus l’accueille avec un bonheur non dissimulé, paraît suspect et il est probable qu'il s'agisse d'une autre stratégie de Cléopâtre.
- Scène 4 (Cléopâtre, Laonice) : Court dialogue. Cléopâtre annonce qu'elle veut voir son autre fils pour le consoler.
- Scène 5 (Cléopâtre) : Dans un monologue, Cléopâtre retrouve son véritable visage, et tout le bouleversement introduit deux scènes plus tôt est renversé. Elle est en vérité loin d'avoir abandonné ses projets de vengeance et manipule son fils.
- Scène 6 (Cléopâtre, Séleucus) : Cléopâtre veut monter Séleucus contre son frère et Rodogune, exciter la haine en lui annonçant qu'elle le prive du droit d'aînesse. C'est un échec. Il est heureux pour son frère et ne manifeste aucune haine, aucune jalousie. Il respecte ainsi le serment passé avec son frère.
- Scène 7 (Cléopâtre) : La reine est au comble de la rage, ne sait plus quoi faire. Elle ne compte pourtant pas laisser Rodogune, dont elle comprend que le charme inexplicable s'oppose à ses projets, l'emporter. Il ne lui reste ainsi plus qu'à se débarrasser de ses deux enfants. Son seul bonheur est dans le crime de Rodogune et elle ne peut reculer.

### Acte V
- Scène 1 (Cléopâtre) : Dans un second monologue, la reine annonce qu'elle a tué Séleucus par « le fer » [9]. Sa vengeance n'est cependant qu'à demi consommée et elle compte l'achever avec Antiochus et Rodogune et elle est prête à mourir, s'il le faut, plutôt que d'abandonner son trône.
- Scène 2 (Cléopâtre, Laonice) : Cléopâtre attend la venue des deux amants, que Laonice qui ne se doute de rien, annonce imminente. Il est temps de célébrer leur hyménée.
- Scène 3 (Cléopâtre, Rodogune, Antiochus, Oronte, Laonice, des Syriens et des Parthes) : La réunion commence sous de bons auspices. Tous prennent place, mais Cléopâtre envoie Laonice chercher une coupe pleine de poison. Après un discours, Cléopâtre leur tend cette coupe nuptiale, qu'Antiochus s'apprête à boire. Au moment de porter la coupe à sa bouche, Antiochus regrette l'absence de son frère. Cléopâtre le presse à boire, mais il est interrompu par l'arrivée de Timagène.
- Scène 4 (Antiochus, Rodogune, Oronte, Timagène, Laonice, troupe) : Timagène arrive visiblement bouleversé. Il annonce à la reine qu'il a trouvé le corps de Séleucus sans vie. Cléopâtre feint le suicide, mais Timagène répond qu'il a eu le temps de parler avant de mourir. Il n'a pas pu révéler le nom de son assassin, mais simplement qu'il a été assassiné. Mais qui est le coupable ? Rodogune, Cléopâtre ? Antiochus, dans un trouble éperdu, manque de se suicider, mais on l'empêche. Rodogune et Cléopâtre font toutes deux une tirade dans laquelle elles se défendent ; Cléopâtre avec violence, Rodogune avec moins de virulence, mais non moins de justesse. Alors que le prince s'apprête à saisir la coupe et à boire, Rodogune l'en prévient. La coupe est suspecte, car elle a été donnée par Cléopâtre. Sans l'accuser, Rodogune demande de la tester. Cléopâtre veut s'en charger elle-même. Elle boit, se meurt et refuse qu'on la sauve, malgré toutes les tentatives d'Antiochus.